# Битва при Вальверде
Битва при Вальверде произошла 19 февраля 1810 года под Вальверде-де-Леганес, в провинции Эстремадура в Испании, между бригадой французской кавалерии под командованием генерала Шарля Виктора Вуаргара и испанской армией во главе с генералом Франсиско Бальестеросом. Противостояние закончилось победой испанцев. Сражение произошло во время Пиренейской войны, являющейся частью наполеоновских войн.

## Предыстория
В феврале 1810 года французская армия почти полностью оккупировала Андалусию и столкнулась только с сопротивлением испанской армии из Эстремадуры, которой командовал маркиз де ла Романа. Романа, базировавшийся в Бадахосе, отправил дивизию генерала Бальестероса, чтобы угрожать французским позициям. В то же время 5-я французская драгунская дивизия под командованием Жана Тома Гийома Лоржа начала продвигаться к Бадахосу. Авангардом французов была 1-я бригада, состоявшая из 13-го и 22-го драгунских полков. Её возглавлял бригадный генерал Шарль Виктор Вуаргар, офицер настолько посредственный, что, по словам Роберта Бёрнхема, «трудно понять, почему Наполеон доверил ему командование кавалерийской бригадой». Вуаргар прибыл в Вальверде-де-Леганес 18 февраля и, не предприняв никаких мер предосторожности, устроился на ночлег.

## Битва
Примерно в 2 часа ночи войско Бальестероса застало французских кавалеристов врасплох и сумело занять Вальверде, не встретив сопротивления. Генерал Вуаргар пытался контратаковать во главе небольшой группы, но был убит, а его бригада рассеялась. Также был убит офицер из 22-го драгунского полка, а два офицера 13-го полка получили ранения. В общей сложности около 150 французов были убиты и ранены.

## Итог
После этой победы Бальестерос двинулся в Ронкильо, неподалёку от Севильи, где встретился с французской пехотной бригадой 25 и 26 марта 1810 года, после чего был вынужден отступить в Саламеа. 1-я бригада отступила в деревню Санта-Марта без лишних потерь. После роспуска в апреле 5-й драгунской дивизии, она была присоединена к 5-му корпусу и перешла под командование полковника Мари Антуана де Резе; генерал Бриш, заменивший Вуаргара, получил под командование лёгкую кавалерию того же корпуса.